# Cultura de Afia
A Cultura de Afia ou cultura afiana desenvolveu-se entre 12900-12300 AP em Tomás Afia, Com Ombo e Uádi Cubania; coincidiu com as mudanças climáticas do fim da última glaciação. A indústria lítica era composta por lâminas produzidas através da técnica levallois, mós, lascas alongadas, lamelas apoiadas, lunados e microburis.